# Ibrahima Yattara
Ibrahima Yattara (* 3. Juni 1980 in Kamsar) ist ein ehemaliger guineischer Fußballspieler.

## Karriere
Ibrahima Yattara hat seine Fußballkarriere bei San Garedi in Guinea begonnen. Bevor er 2001 zu Royal Antwerpen nach Belgien wechselte, war er in seinem Heimatland bei Athlético de Coléah aktiv. In Antwerpen spielte er als rechter Flügelspieler, konnte allerdings nicht überzeugen. Özkan Sümer, der damalige Präsident von Trabzonspor, holte İbrahima Yattara 2003 in die Türkei. Sein Vertrag dort war bis 2012 datiert. Ende September 2008 wurde bekannt gegeben, dass Yattara für eine Ablösesumme von ca. 11,8 Millionen Euro zum katarischen Meister Al-Sadd wechselt. Da jedoch Al-Sadd die Ablösesumme nicht überwies, fand der Wechsel nicht statt. Im Sommer 2011 wechselte er ablösefrei zu Al-Shabab nach Saudi-Arabien.
Bei seinem neuen Verein fand er nicht die erhoffte Umgebung und versuchte bereits zur Winterpause zu Trabzonspor zurückzukehren. Diesen Wunsch äußerte er auch zum Saisonende. Nachdem Trabzonspor abgelehnt hatte, wurde Yattara mit Bursaspor in Verbindung gebracht. Dieser Wechsel stoß beim Trainer Ertuğrul Sağlam auf Ablehnung. Dennoch wurde Yattara zu einem medizinischen Check eingeladen. Anschließend wurde von der Presse der Wechsel zu Bursaspor verkündet. Dieser Wechsel scheiterte, sodass Yattara einen Tag nach diesem Check beim Erstligisten Mersin İdman Yurdu einen Einjahresvertrag unterschrieb.

## Nationalmannschaft
Ibrahim Yattara ist Nationalspieler von Guinea und nahm an der Afrikameisterschaft 2006 in Ägypten teil, bei der Guinea das Viertelfinale erreichte.
Am 4. April 2008 wurde bekannt, dass Yattara die türkische Nationalität beantragt hat. Hierzu hat er sich für den Namen İbrahim Yattara Üçüncü entschieden.

## Privatleben
Yattara ist verheiratet und hat drei Kinder.